# Satanic panic
Satanic panic (pol. „satanistyczna panika”) – panika moralna charakteryzująca się panicznym strachem społeczeństwa przed satanistycznymi rytuałami.
W 1980 roku, w USA ukazała się książka Michelle Remembers, autorstwa kanadyjskiego psychiatry Lawrence’a Pazdera oraz jego pacjentki, Michelle Smith. Autorzy opisali rzekome wspomnienia Michelle, która miała być wykorzystywana w satanistycznych rytuałach, podczas których była gwałcona i torturowana. Dodatkowo Smith twierdziła, iż była więziona przez Kościół Szatana i na własne oczy widziała składanie w ofierze niemowląt. Jak się później okazało, opisane przez autorów wydarzenia nigdy nie miały miejsca. Publikacja wywołała jednak w społeczeństwie amerykańskim wielkie poruszenie i nagonkę medialną, która doprowadziła do wybuchu paniki moralnej, która z biegiem czasu objęła również Europę i Afrykę.
W Polsce największe nasilenie tego zjawiska miało miejsce w latach 90. XX wieku.